# Pemphigus

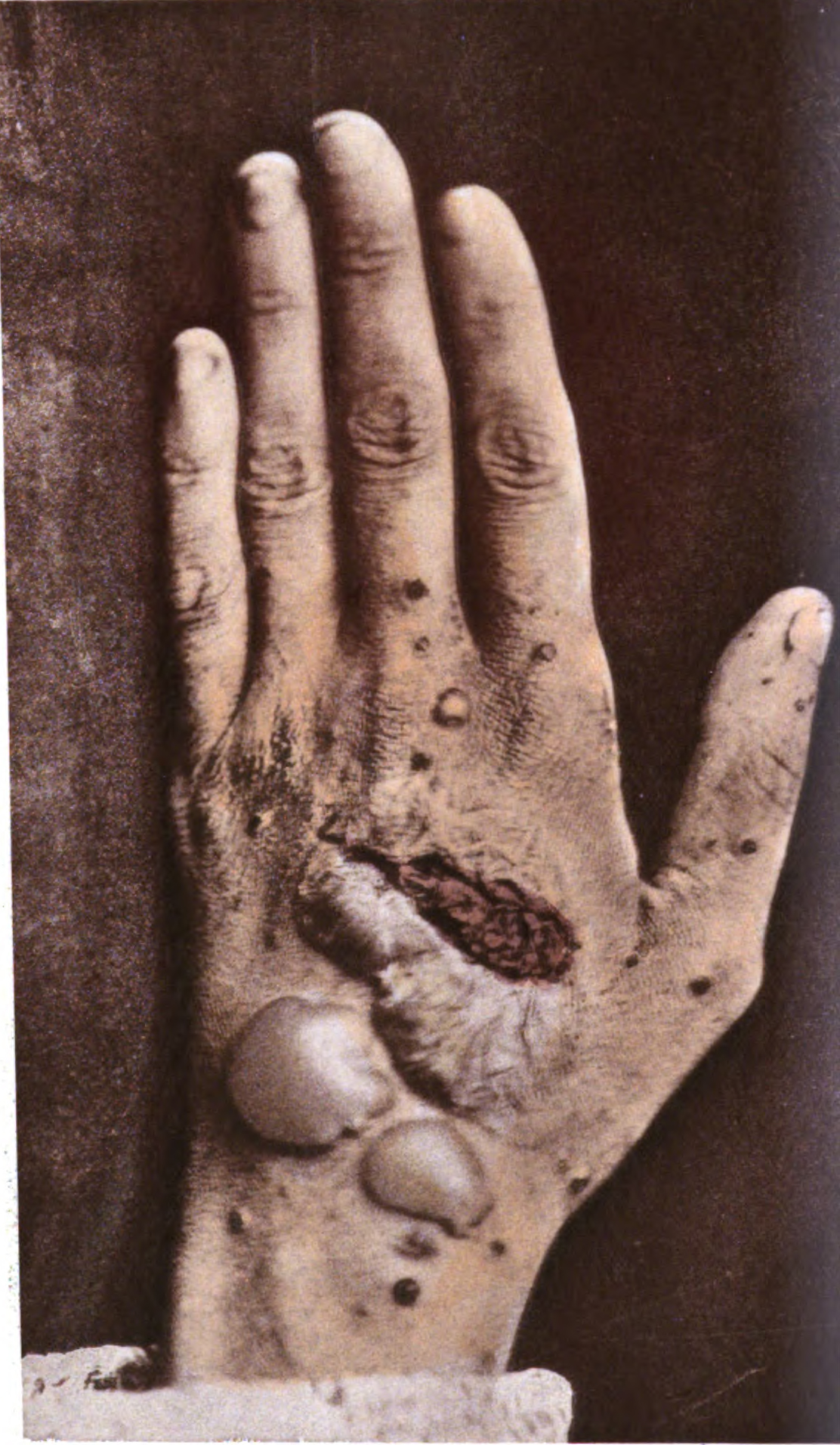
Pemphigus

Pemphigus (zu altgriechisch πέμφιξ pemphix Blase, Ödem auf der Haut) ist ein Gattungsbegriff für eine Gruppe Hautkrankheiten, die zu den Blasenbildenden Autoimmundermatosen gehören und als Pemphiguskrankheiten zu den Bullösen Dermatosen gerechnet werden.

## Inzidenz
Die Inzidenz des Pemphigus liegt in Mitteleuropa bei ein bis zwei Neuerkrankungen pro 1 Mio. Einwohner und Jahr. 80 % der Pemphigus-Erkrankten leiden an einem Pemphigus vulgaris.

## Ätiopathogenese
Bei den Pemphiguserkrankungen sind die gebildeten Autoantikörper gegen desmosomale Adhäsionsmoleküle (Desmogleine) der Cadheringruppe gerichtet, wobei es zum intraepidermalen Verlust des Zellkontakts kommt.

## Klassifikation
Unterschieden werden nach ICD-10 in der Gruppe „L10“ folgende Subtypen:
- L10.0 Pemphigus vulgaris
- L10.1 Pemphigus vegetans
- L10.2 Pemphigus foliaceus
- L10.3 Brasilianischer Pemphigus (fogo selvagem)
- L10.4 Pemphigus seborrhoicus (Syn. Pemphigus erythematosus oder Senear-Usher-Syndrom)[3]
- L10.5 Arzneimittelinduzierter Pemphigus
- L10.8 Sonstige Pemphiguskrankheiten
- L10.9 Pemphiguskrankheit, nicht näher bezeichnet

Außerhalb der ICD-10-Gruppe 'L10' werden folgende Pemphigus-Subtypen aufgeführt:
- Q82.2 Pemphigus chronicus benignus familiaris (Syn. Morbus Hailey-Hailey)
- L00 Pemphigus (acutus) neonatorum – durch Übertragung von mütterlichen IgG-Autoantikörpern auf den ungeborenen Fötus (Die Erkrankung wird teilweise auch als Staphylococcal scalded skin syndrome (SSS-Syndrom) bezeichnet, welches bei Neugeborenen durch Staphylokokken ausgelöst wird.)

Weitere Pemphigus-Formen sind:
- IgA-Pemphigus[5]
- Paraneoplastischer Pemphigus
- Dermatitis herpetiformis Duhring  (Syn.: Morbus Duhring, Duhring-Brocq-Krankheit)
- Bullöses Pemphigoid (Syn. Parapemphigus)

## Leitlinien
Die Leitlinien der Arbeitsgemeinschaft der Wissenschaftlichen Medizinischen Fachgesellschaften (AWMF) zur Behandlung von Pemphigus vulgaris und Bullöses Pemphigoid findet man unter der Registernummer 013 - 071.